# Cnaeus Genucius
Pour les articles homonymes, voir Genucius.
Cnaeus Genucius est un homme politique romain du Ve siècle av. J.-C., tribun de la plèbe en 473 av. J.-C.

## Famille
Il est membre d'une branche plébéienne de la gens Genucia.

## Biographie

### Tribun de la plèbe (473)
En 473 av. J.-C., Cnaeus Genucius, qui est élu tribun de la plèbe, poursuit en justice les consuls de l'année passée, Lucius Furius Medullinus et Aulus Manlius Vulso, dès leur sortie de charge pour ne pas avoir délibérément tenu compte des demandes de lois agraires émanant de la plèbe,, demandes répétées inlassablement depuis la mort de Spurius Cassius Vecellinus. Si ce motif a déjà été la cause de procès intentés aux consuls, c'est la première fois que l'accusation est directe et non dissimulée derrière une accusation d'incompétence militaire ou administrative.
Le jour du procès, contre toute attente, Cnaeus Genucius ne se présente pas au tribunal. Il est retrouvé mort à son domicile,. Selon Tite-Live, il s'agit sans doute possible d'un assassinat politique perpétré par les patriciens qui laissent d'ailleurs éclater leur joie à la nouvelle. Pour Denys d'Halicarnasse, Cnaeus Genucius est mort de causes naturelles,. Après la mort suspecte de Cnaeus Genucius, les autres tribuns de la plèbe n'osent pas protester contre ce qui paraît indubitablement être un meurtre. Cette inaction des tribuns montre peut-être que la plupart sont étroitement liés au patriciat, faisant probablement partie de la clientèle d'importantes familles. L'épisode de la mort de Cnaeus Genucius, tel que rapporté par les annalistes antiques, rappellent d'autres faits ultérieurs comme la mort suspecte de Scipion Émilien ou l'assassinat du tribun Marcus Livius Drusus. Ces évènements marquants ont très probablement influencé les annalistes dans leurs récits.

### Conséquences de sa mort (473-471)
De graves troubles éclatent dans Rome, opposant les plébéiens et les patriciens. Les consuls tentent de procéder à la levée de l'armée pour prévenir une insurrection de la plèbe mais en vain. Durant les émeutes, Volero Publilius, ancien centurion, s'illustre et devient un héros aux yeux des plébéiens. Par ses actes, Volero Publilius démontre le manque flagrant d'indépendance des tribuns de la plèbe lorsqu'il est malmené par les licteurs. Les tribuns n'interviennent pas, n'osant pas s'opposer, une fois de plus, à l'action du Sénat. L'année suivante, Volero Publilius est élu tribun de la plèbe et propose une loi destinée à rendre le tribunat plébéien plus indépendant vis-à-vis des patriciens.